# Andrena oenas
Andrena oenas är en biart som beskrevs av Warncke 1975. Andrena oenas ingår i släktet sandbin, och familjen grävbin. Inga underarter finns listade i Catalogue of Life.